# ویرگس
شهر ویرگس (به آلمانی: Wirges) در ایالت راینلند-فالتز در کشور آلمان واقع شده‌است.